# АСК ТП компресорної станції
АСК ТП компресорної станції (АСК ТП КС) (рос. АСУТП компрессорной станции (АСУ ТП КС); англ. compressor station PMACS; нім. ASSTG der Kompressorstation (ASSTG KS)) — у газовій промисловості — автоматизована система керування, що забезпечує керування та контроль за ходом технологічного процесу в межах станції та суміжних лінійних ділянок магістрального газопроводу (ЛДМГ), за роботою компресорних цехів (за допомогою АСК ТП КЦ), допоміжних загальностанційних об'єктів та об'єктів електропостачання, технологічних об'єктів на суміжних ЛДМГ, а також здійснює формування завдань для регулювання та стабілізації режимів роботи компресорних цехів; працює під керуванням та за завданням АСКТП газотранспортним підприємством.